# 內夫謝希爾

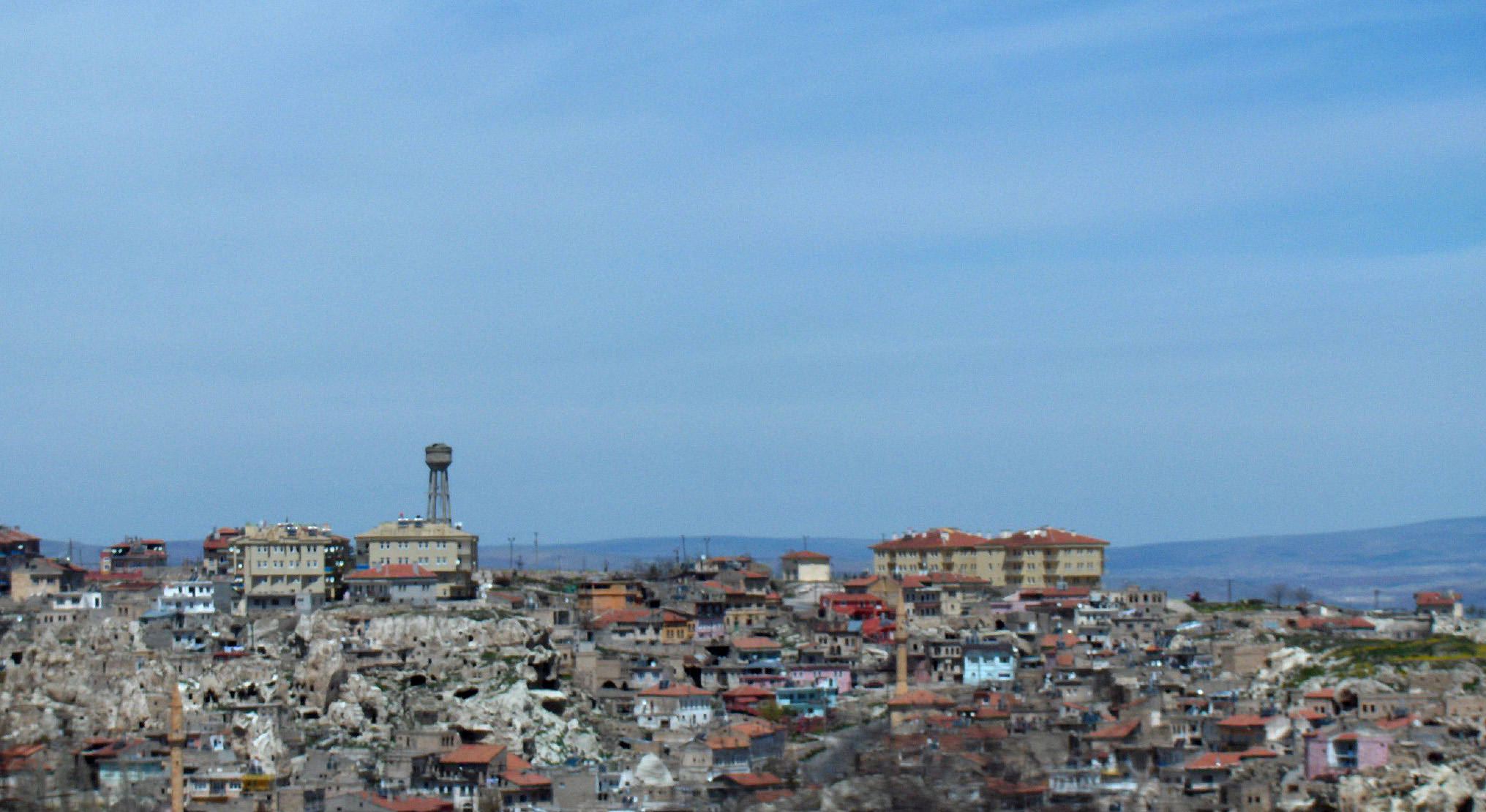
內夫謝希爾

內夫謝希爾是土耳其的城市，也是內夫謝希爾省的首府，位於該國中部，面積535平方公里，海拔高度1,224米，受半乾旱氣候影響，每年平均降雨量425毫米，2010年人口85,634。

## 外部連結
- Nevşehir and Ürgüp Avanos Göreme Uçhisar  website （土耳其文）
- Nevşehir governor's official website （页面存档备份，存于） （土耳其文）
- Map of Nevşehir district[永久]
- Nevşehir municipality's official website （页面存档备份，存于） （土耳其文）
- Nevşehir （页面存档备份，存于） （土耳其文）
- Administrative map of Nevşehir district （土耳其文）

38°37′30″N 34°42′44″E / 38.62500°N 34.71222°E